# 埃及金狼
埃及金狼（学名：Canis lupaster lupaster），又名埃及豺，非洲狼，分类学上属于犬屬金狼的一个亚种。传统分类认为埃及金狼是亚洲胡狼或的非洲亚洲，但DNA分析上则表明，埃及的“亚洲胡狼”在亲缘上与灰狼、郊狼更近。